# Tweede industriële revolutie

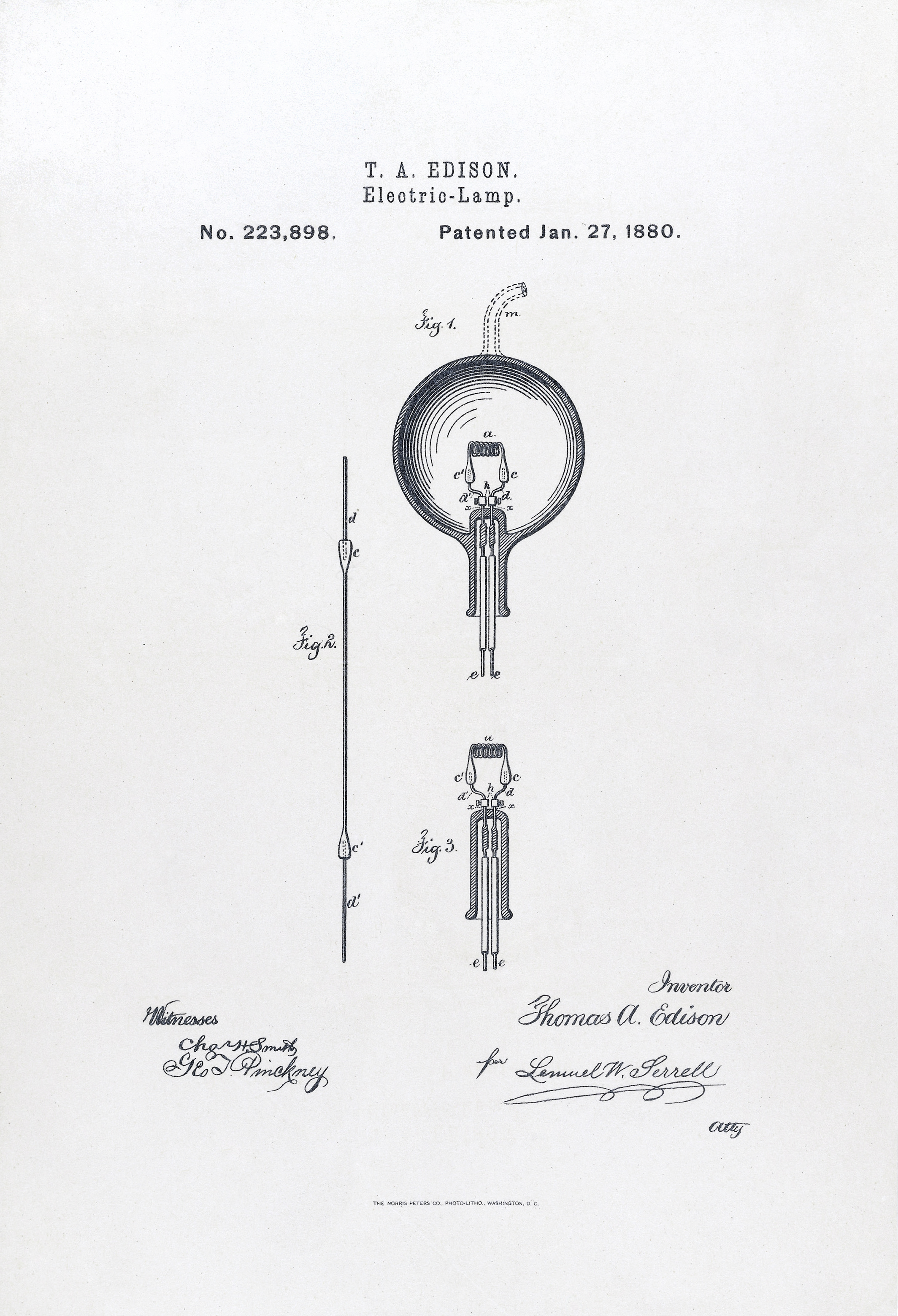
Patent voor elektrische lamp van Thomas Edison, 1880.

Tweede industriële revolutie (1870-1914), ook wel bekend als de technologische revolutie, was een periode van de algehele Industriële revolutie, die liep van de tweede helft van de 19e eeuw tot de Eerste Wereldoorlog. Het is volgens sommige wetenschappers begonnen met de ontwikkeling van het Bessemerprocedé in de jaren 1860 en culmineerde in de opkomst van massaproductie en de productielijn.
De tweede industriële revolutie bracht een versnelde industriële ontwikkeling in West-Europa (met name in Groot-Brittannië, Duitsland, Frankrijk, de Lage Landen, Denemarken), de Verenigde Staten (in het Noordoosten en rond de Grote Meren) en, na 1870, in Japan. Het is de opvolger van de eerste industriële revolutie, die in Groot-Brittannië begon tegen het eind van de 18e eeuw, en die zich vervolgens verspreidde over heel West-Europa en Noord-Amerika.
Het begrip werd al geïntroduceerd door Patrick Geddes in zijn boek Cities in Evolution uit 1915, maar het kreeg pas in 1972 zijn tegenwoordige betekenis in het boek The Unbound Prometheus van David Landes (1972). Daarin benadrukte Landes het belang van nieuwe technologieën, met name elektriciteit, de olie-industrie, de verbrandingsmotor, nieuwe materialen en stoffen, met inbegrip van legeringen en chemicaliën, en communicatie-technologieën, zoals de telegraaf en de radio. Terwijl de eerste industriële revolutie gericht was op ijzer, stoomtechnologieën en textielproductie, draaide de tweede rond staal, spoorwegen, elektriciteit en chemicaliën.
Vaclav Smill (2005) noemde de periode van 1867 tot 1914 het "tijdperk van de synergie", waarin volgens hem het grootste deel van de grote innovaties werden ontwikkeld. In tegenstelling tot in de eerste industriële revolutie, waren de uitvindingen en innovaties op wetenschap gebaseerd.
Het idee is intensief gepromoot door de Amerikaanse economisch historicus Alfred Chandler (1918-2007). In andere wetenschappelijke kringen blijft men een voorbehoud houden over het gebruik ervan.